# جاك هايس
جاك هايس (بالإنجليزية: Jack Heise) هو محامي أمريكي، ولد في 13 ديسمبر 1924، وتوفي في 5 أكتوبر 2009.